# Miguel Ángel Prieto
Miguel Ángel Prieto Adanero, née le 20 septembre 1964 à Ségovie, est un athlète espagnol spécialiste de la marche athlétique, et plus particulièrement du 20 kilomètres marche. Sa carrière internationale a duré de 1983 à 1992, il a fait un retour à la compétition de 2011 à 2012, participant à la coupe d'Europe de marche 2011 et la coupe du monde de marche 2012.

## Biographie

### Palmarès
| Date | Compétition                    | Lieu      | Résultat | Performance     |
| ---- | ------------------------------ | --------- | -------- | --------------- |
| 1983 | Championnats d'Europe juniors  | Schwechat | 5e       | 44 min 59 s 84  |
| 1986 | Championnats d'Europe          | Stuttgart | 3e       | 1 h 21 min 36 s |
| 1986 | Championnats ibéro-américains  | La Havane | 4e       | 1 h 42 min 26 s |
| 1987 | Championnats du monde          | Rome      | 27e      | 1 h 27 min 40 s |
| 1989 | Universiade d'été              | Duisbourg | 2e       | 1 h 23 min 39 s |
| 1990 | Championnats d'Europe          | Split     | 13e      | 1 h 28 min 32 s |
| 1991 | Championnats du monde en salle | Séville   | 4e       | 18 min 53 s 83  |
| 1991 | Championnats du monde          | Tokyo     | 21e      | 1 h 24 min 06 s |
| 1992 | Jeux olympiques d'été          | Barcelone | 10e      | 1 h 26 min 38 s |

### Records
| Épreuve              | Performance     | Lieu | Date |
| -------------------- | --------------- | ---- | ---- |
| 20 kilomètres marche | 1 h 21 min 26 s |      | 1992 |